# Cataratas Orinduik
Las cataratas Urenduíque (en inglés: Orinduik Falls) son una gran caída de agua localizada en el norte de Sudamérica, en el curso del río Ireng, en la frontera entre Brasil y Guyana, en un área reclamada por Venezuela como parte de la Guayana Esequiba. El río Ireng es un río de montaña que salta sobre pasos y terrazas de jaspe en la frontera entre ambos países, un afluente del río Takutu, a su vez parte de la cuenca alta del amazónico río Branco.
Las cataratas se encuentran en mitad de las montañas Pakaraima. Las cataratas son un lugar ideal para nadar debido a las piscinas naturales que dejan entre los diferentes saltos.